# Powiat Stalowowolski
Der Powiat Stalowowolski ist ein Powiat (Kreis) in der polnischen Woiwodschaft Karpatenvorland. Der Powiat hat eine Fläche von 832,92 km², auf der 109.000 Einwohner leben.

## Gemeinden
Der Powiat umfasst sechs Gemeinden, davon eine Stadtgemeinde, eine Stadt-und-Land-Gemeinde sowie vier Landgemeinden.

### Stadtgemeinde
- Stalowa Wola

### Stadt-und-Land-Gemeinde
- Zaklików

### Landgemeinden
- Bojanów
- Pysznica
- Radomyśl nad Sanem
- Zaleszany